# Estadio José Pedro Damiani
Estadio José Pedro Damiani är en fotbollsarena i Montevideo, Uruguay med en totalkapacitet på 12 000 åskådare. Arenan invigdes den 19 april, 1916. 
Fotbollsklubben Peñarol har ägt arenan sedan byggets start. Trots det använder Peñarol arenan endast vid träningsmatcher eller för ungdomslagen på grund av bristande säkerhet får åskådarna.